# Stranger from Venus
Pour plus de détails, voir Fiche technique et Distribution.
Stranger from Venus est un film américano-britannique réalisé par Burt Balaban, sorti en 1954.

## Synopsis
On découvre la campagne anglaise du point de vue d'un objet volant. Des témoins l'aperçoivent. L'objet est signalé aux autorités. La presse s'en inquiète. Une Américaine conduit une voiture sur une route déserte en écoutant la radio ; soudain, le journaliste signale aux auditeurs la présence de l'objet mystérieux. La jeune femme est ensuite étourdie par une série d'interférences, elle perd le contrôle de son véhicule et a un accident : un mystérieux étranger s'approche alors du véhicule accidenté.

## Fiche technique
- Titre : Stranger from Venus
- Réalisation : Burt Balaban
- Scénario : Hans Jacoby et Desmond Leslie (en)
- Photographie : Kenneth Talbot
- Montage : Peter R. Hunt
- Musique : Eric Spear
- Pays d'origine : États-Unis - Royaume-Uni
- Format : Noir et blanc - 1,37:1
- Genre : science-fiction
- Durée : 75 minutes
- Date de sortie : 1954

## Distribution
- Patricia Neal : Susan North
- Helmut Dantine : l'étranger
- Derek Bond : Arthur Walker
- Cyril Luckham : Dr Meinard
- Willoughby Gray : Tom
- Marigold Russell : Gretchen
- Arthur Young (en): Scientifique
- Kenneth Edwards : Charles Dixon
- Nigel Green : Officier de police